# Lars Wirström
Lars Gustaf Olof Wirström, född 4 juli 1919 i Sankt Johannes församling i Stockholms stad, död 27 november 1982, var en svensk företagsledare.

## Biografi
Lars Wirström avlade reservofficersexamen 1941 och examen vid Handelshögskolan i Stockholm 1945. Därefter var han verkställande direktör för Telje Industri AB 1943–1948. Åren 1948–1973 var han verksam i AB Gullhögens bruk: som ledamot av styrelsen 1948–1973, som vice verkställande direktör 1948–1952, som verkställande direktör 1952–1965 och som ordförande i styrelsen 1965–1972.
Wirström var ordförande i styrelsen för Gullhögens mineralull AB från 1965, Hammarplast AB, Fagersta Bruks AB, Transair Sweden AB, Förvaltnings AB Trident och AB Nyman & Schultz. Han var vice ordförande i styrelsen för A-Betong AB från 1963, Fagersta Bruks AB från 1965, Stockholms Rederi AB Svea och Ytong AB. Utöver det var han ledamot av styrelsen för bland andra AGA, AB Kabi, Pripp-Bryggerierna AB, Investment AB Promotion, AB Skaraplast, SIAB, Svenska Handelsbanken,, Svenska Arbetsgivareföreningen, Beijerinvest och Crossair. Därtill var han vice ordförande i Västergötlands och Norra Hallands handelskammare 1960–1966, vice ordförande i Länsarbetsnämnden i Skaraborgs län 1960–1966, ledamot av Försvarets förvaltningsdirektion 1962–1967, ledamot av styrelsen för Industrins utredningsinstitut, ordförande i Studieförbundet Näringsliv och Samhälle 1962–1964, ordförande i Utvecklingsrådet för samarbetsfrågor och revisor för Svenska Handelsbanken 1958–1962. Han var ledamot av stadsfullmäktige i Skövde stad 1959–1964.
Han var på senare år bosatt i Roquefort-les-Pins i departementet Alpes-Maritimes i Frankrike, i Cave Creek, Arizona i USA, och i Corseaux i kantonen Vaud i Schweiz.

## Utmärkelser
- Riddare av Vasaorden, 1959.[7]
- Kommendör av Vasaorden, 22 november 1965.[8]